# Mindarus guatemalensis
Mindarus guatemalensis är en insektsart som beskrevs av Favret och Nielsen 2008. Mindarus guatemalensis ingår i släktet Mindarus och familjen långrörsbladlöss. Inga underarter finns listade i Catalogue of Life.